# Pas-de-Calais
Pas-de-Calais (wymowaⓘ, pad.ka.lɛ) – departament w północnej Francji, w regionie Hauts-de-France. Nazwa departamentu pochodzi od nazwy Cieśniny Kaletańskiej (fr. Pas de Calais), nad którą jest położony. Ośrodkiem administracyjnym (prefekturą) departamentu jest Arras. 

## Historia
Jeden z 83 departamentów utworzonych w 1790 roku, w czasie rewolucji francuskiej. Pas-de-Calais jest jednym z najgęściej zaludnionych i zurbanizowanych departamentów Francji. Mimo to największa aglomeracja Calais nieznacznie tylko przekracza 100 tys. mieszkańców. Inne ważne ośrodki miejskie to Boulogne-sur-Mer i Saint-Omer. Obszar najgęściej zaludniony we wschodniej części departamentu związany jest z zagłębiem węglowym, które rozwinęło się w XIX i na początku XX w. Ośrodki miejskie tej części departamentu (z których najważniejsze to Lens, Liévin, Béthune, Bruay-la-Buissière oraz Hénin-Beaumont) tworzą rozległą konurbację przemysłową, która ciągnie się dalej na wschód w departamencie Nord. Razem obszar ten zamieszkuje ponad 1,2 mln osób, z czego połowa w departamencie Pas-de-Calais.
Rozwój górnictwa w XIX wieku przyczynił się do wzrostu liczby ludności tego departamentu (700 tys. w 1850 do 1 mln w 1900). Wzrost ten powstrzymany został przez wybuch I wojny światowej. Kolejny okres wzrostu gospodarczego zakończył kryzys ekonomiczny lat 30. i wybuch II wojny światowej. Po jej zakończeniu region znowu przeżywał okres prosperity związany z odbudową kraju po zniszczeniach wojennych. Stopniowo górnictwo i związany z nim przemysł podupadły i od lat 60./70. liczba ludności utrzymuje się na tym samym poziomie ok. 1,4 mln mieszkańców. Wiele miast górniczych utraciło nawet połowę swojej ludności w ciągu ostatniego półwiecza.
Z powodu braku znaczącego ośrodka miejskiego departament Pas-de-Calais aż do lat 90. XX wieku pozbawiony był jakiegokolwiek uniwersytetu. Powołano wówczas do życia dwa uniwersytety: Université d’Artois i Université du Littoral. W obu przypadkach różne wydziały rozsiane są po kilku miastach, położonych również w departamencie Nord.
W 2023 roku w skład departamentu wchodziło 890 gmin (lista).

## Miejscowości
Największe miejscowości departamentu (w nawiasach liczba ludności w 2021 roku):

- Calais (67 380)
- Arras (42 600)
- Boulogne-sur-Mer (40 910)
- Lens (32 618)
- Liévin (30 149)
- Hénin-Beaumont (26 035)
- Béthune (24 992)
- Bruay-la-Buissière (21 827)
- Carvin (17 852)
- Avion (17 672)
- Saint-Omer (14 661)
- Berck (13 298)
- Outreau (13 270)
- Harnes (12 317)
- Bully-les-Mines (12 221)
- Nœux-les-Mines (11 520)
- Méricourt (11 431)
- Saint-Martin-Boulogne (10 999)
- Étaples (10 930)
- Longuenesse (10 568)
- Marck (10 494)
- Oignies (10 210)
- Courrières (10 199)
- Auchel (10 062)